# MC68012
MC68012 – mikroprocesor firmy Motorola należący do rodziny M68000 (68k). Nie jest już produkowany. Jedyną cechą odróżniającą go od MC68010 jest 32-bitowa szyna adresowa (w praktyce 31-bitowa - podobnie jak w poprzednich procesorach nie jest używany najmłodszy bit), dzięki czemu może on adresować do 2 GB pamięci. Występuje wyłącznie w 84-pinowej obudowie PGA.